# Nunzio Bava
(Nunzio Bava)
Nunzio Bava (Bagaladi, 1906 – Reggio Calabria, 1994) è stato un pittore italiano, considerato il più importante pittore verista del Novecento calabrese.

## Biografia
Trascorre l'infanzia a Bagaladi e si trasferisce poi a Reggio Calabria, dove frequenta l'ambiente artistico ed in particolare Umberto Marasco, un bravo decoratore, che egli definì il proprio "maestro". Frequenta la scuola d'arte Mattia Preti di Reggio, e nello stesso periodo collabora a diversi quotidiani e periodici, con disegni di paesaggi calabresi e figure ispirate al costume della sua terra. 

## Produzione artistica
Trasferitosi in Umbria dipinge un centinaio di opere di paesaggio umbro.  Realizza poi a Reggio Calabria quattro grandi composizioni d'arte sacra per la Cattedrale di Reggio Calabria, e altre nel Santuario di San Paolo, nella Chiesa del Carmine e nella Cattolica dei Greci. Dipinse inoltre bozzetti e cartoni per vetrate e mosaici per altre chiese reggine.
Il quadro I lavoratori è una delle opere più importanti dell'artista.
Ha simpatia per i macchiaioli, per la pittura luministica. Partecipa a 150 mostre nazionali e ne allestisce di personali in diverse città. Ha ricevuto, tra gli altri, i seguenti premi:
- Premio Ministero delle corporazioni - Roma, 1934
- Esposizione Nazionale d'Arte Mediterranea - Palermo, 1946
- IV Esposizione Nazionale di Arte Contemporanea - San Benedetto del Tronto, 1955
- I Biennale Nazionale d'Arte Sacra di Bologna - 1954

Nunzio Bava muore nel 1994 a Reggio Calabria.
Si sono occupati di lui importanti testate nazionali ed internazionali, tra cui: il Dizionario illustratori pittori e incisori italiani moderni di Comanducci, Gli anni 60 dell'Arte Italiana, la Peinture Italienne Contemporaine, Italy Today, l'Arte Italiana nel Mondo, Silloges Conviviale, Dizionario dei Maestri d'Arte, Critica Europea, Pittori Italiani Contemporanei, Artisti degli anni '70, Mercato artisti 800-900, L'Elite Selezione Arte Italiana.
Nel 2006 è stata allestita una mostra retrospettiva dell'artista presso il Castello Aragonese di Reggio Calabria.
(Emiliano Scappatura, da "Nunzio Bava: una vita per l'arte", mostra retrospettiva su Nunzio Bava - Castello Aragonese di Reggio Calabria, settembre 2006.)